# Forskningsparken (metrostation)
Forskningsparken is een metrostation in de Noorse hoofdstad Oslo. Het station werd geopend op 22 augustus 1999 en wordt bediend door de lijnen 4 en 5 van de metro van Oslo.
Het stadion is veel recenter dan de omliggende metrostations en werd gebouwd om de omliggende onderzoeksparken (Forskningsparken, Oslo Science Park) te bedienen en het noorden van de hoofdcampus van de universiteit van Oslo in de wijk Blindern. Het station is ook een overstapplaats op het tramnet van Oslo en de tram naar het universitair en nationaal ziekenhuis Rikshospitalet dat 500 meter noordelijker ligt. Het is gelegen in het stadsdeel Nordre Aker in het noorden van Oslo.